# ギオルギ・ツェレテリ (政治家)
ギオルギ・ツェレテリ（グルジア語: გიორგი წერეთელი、グルジア語ラテン翻字: Giorgi Tsereteli、1964年2月23日 – ）は、ジョージアの政治家。ジョージア国会議員、ジョージア国会副議長、欧州安全保障協力機構議員会議議員 を歴任。ギギ・ツェレテリ（グルジア語: გიგი წერეთელი、グルジア語ラテン翻字: Gigi Tsereteli）とも表記。

## 生い立ちと教育
1964年にトビリシで誕生。トビリシ第8音楽学校（1970年–1977年）で学び、トビリシ第55中学校（1977年–1980年）を優等で卒業。1980年にトビリシ国立医科大学医学部に入り、1986年に卒業。1986年から1987年までトビリシ中央共和国病院の神経科で医学研修生。1987年から1989年まで臨床神経学研究所で研修医として勤務し、臨床研修の全課程を修了。1989年から1993年まで臨床神経学研究所に神経科医として勤務。神経疾患の免疫学的側面に関する科学的研究を行い、この分野でいくつかの科学論文を発表した。1993年から1995年まで海外留学。
1995年から2000年までトビリシ国立大学法科大学院で学び、法学修士号を取得。2005年にボストン大学公衆衛生大学院で国際保健医療経済財務の認定学位を取得。

## 職歴
1995年4月から10月までトビリシ市役所社会局で初代副局長を務めた。同年、ヴァケ区議会議長に異動。1996年から1998年までトビリシ市副市長を務め、保健・教育・文化・社会・体育の分野を管轄。1998年10月、統一地方選挙で勝利しトビリシ市議会議員に就任、多数派の会派「トビリシ」の会長を務めた。
1999年、ジョージア市民同盟の候補としてジョージア国会議員に当選、地域政策・自治委員会で委員長を務めた。2000年2月、国会副議長に就任。バラ革命後、国会議長ニノ・ブルジャナゼが大統領に就任したため、国会議長代行を務めた（2003年11月–2004年1月）。2003年の国会議員選挙ではムタツミンダ選挙区から再選。2004年2月から5月までは保健・労働・社会保障大臣および副首相を務めた。2004年5月以降は議会で保健・社会保障委員会の委員長を務めた。2008年の選挙では統一国民運動から再選。